# 6583 Destinn
6583 Destinn eller 1984 DE är en asteroid i huvudbältet som upptäcktes den 21 februari 1984 av den tjeckiske astronomen Antonín Mrkos vid Kleť-observatoriet i Tjeckien. Den är uppkallad efter den tjeckiska opera sångerskan Ema Destinn.
Asteroiden har en diameter på ungefär 11 kilometer.